# 베흐나즈 자파리
베흐나즈 자파리(페르시아어: بهناز جعفری, 영어: Behnaz Jafari, 1975년 ~ )는 이란의 배우이다.

## 출연 작품
- 3개의 얼굴들 - 본인 역
- 얄다, 어 나이트 포 포 기브니스 - 모나 역